# Ormeloxifeno
O ormeloxifeno é um modulador seletivo do receptor de estrógeno, ou MSRE, uma classe de medicamentos que atua no receptor de estrógeno.
Ele faz com que a ovulação ocorra de forma não sincronizada com o espessamento do endométrio, prevenindo assim a implantação de um zigoto. Tem sido amplamente disponível como método contraceptivo na Índia desde o início dos anos 90, comercializado sob a marca de Saheli®. O ormeloxifeno está disponível legalmente somente na Índia.